# Unidad técnica de masa
La unidad técnica de masa (u.t.m.) es la unidad de masa del Sistema Técnico de Unidades y representa la masa de un cuerpo que adquiere la aceleración de 1 m/s² cuando se le somete a la acción de una fuerza de un kilogramo-fuerza o kilopondio. Esta unidad de masa no tiene símbolo reconocido, por lo que se utiliza la abreviatura u.t.m.

## Equivalencias
- 1 u.t.m. = 9,806 65 kg (SI)[1]
- 1 u.t.m. = 0,672 198 slugs